# Santino Taveggia
Santino Taveggia (Cologno Monzese, 20 maggio 1855 – Dinajpur, 2 giugno 1928) è stato un missionario e vescovo cattolico italiano.

## Biografia
L'8 settembre 1878 fece il suo ingresso nell'Istituto per le missioni estere di Milano e fu ordinato prete l'anno successivo.
Fu assegnato alla missione di Krishnanagar, nel Bengala. Lavorò soprattutto nel distretto di Jessore e nel Sunderbun: per evangelizzare quelle popolazioni, organizzò una compagnia di menestrelli che cantavano, su arie popolari bengalesi, la vita di Cristo in versi.
Nel 1884 iniziò a lavorare nella missione di Bhoborpara e tra gli indigeni Santal. Fondò la missione di Rajshahi.
Fu nominato vescovo di Krishnagar nel 1906; nel 1927 si trasferì a Dinajpur, di cui fu il primo vescovo.
Fondò la congregazione indigena del Fratelli catechisti del Sacro Cuore.

## Genealogia episcopale
La genealogia episcopale è:
- Cardinale Scipione Rebiba
- Cardinale Giulio Antonio Santori
- Cardinale Girolamo Bernerio, O.P.
- Arcivescovo Galeazzo Sanvitale
- Cardinale Ludovico Ludovisi
- Cardinale Luigi Caetani
- Cardinale Ulderico Carpegna
- Cardinale Paluzzo Paluzzi Altieri degli Albertoni
- Papa Benedetto XIII
- Papa Benedetto XIV
- Cardinale Enrico Enriquez
- Arcivescovo Manuel Quintano Bonifaz
- Cardinale Buenaventura Córdoba Espinosa de la Cerda
- Cardinale Giuseppe Maria Doria Pamphilj
- Papa Pio VIII
- Papa Pio IX
- Cardinale Alessandro Franchi
- Cardinale Giovanni Simeoni
- Cardinale Antonio Agliardi
- Arcivescovo George Porter, S.I.
- Cardinale Andrea Aiuti
- Arcivescovo Emmanuel Alfonso van den Bosch, O.F.M. Cap.
- Vescovo Godefroid Pelckmans, O.F.M. Cap.
- Arcivescovo Brice Meuleman, S.I.
- Vescovo Santino Taveggia, P.I.M.E.